# سید رمین
سید نِیتان رمین (انگلیسی: Sidney Nathan Ramin؛ ‏ ۲۲ ژانویهٔ ۱۹۱۹ – ۱ ژوئیه ۲۰۱۹) یک موسیقی‌دان، آهنگساز و تنظیم‌کنندهٔ موسیقی اهل ایالات متحده آمریکا بود.

## جوایز
- ۱۹۶۱ - جایزه اسکار بهترین موسیقی فیلم بابت موسیقی فیلم داستان وست ساید
- ۱۹۶۱ - جایزه گرمی بابت موسیقی فیلم داستان وست ساید
- ۱۹۸۲ - جایزه امی بابت مجموعه تلویزیونی «تمام فرزندان من»